# Myochrous pauxillus
Myochrous pauxillus är en skalbaggsart som beskrevs av Schaeffer 1934. Myochrous pauxillus ingår i släktet Myochrous och familjen bladbaggar. Inga underarter finns listade i Catalogue of Life.